# Tecla de funció

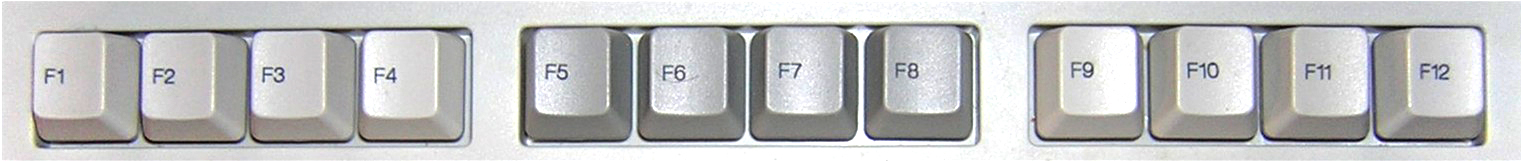
Imatge de les tecles de funció en un teclat.

Les tecles de funció són aquelles tecles d'un teclat d'ordinador situades a la part superior (entre la tecla d'Escapament i la d'imprimir pantalla).

## Història
Les tecles de funció es van crear amb la finalitat de simplificar els processos per realitzar algunes operacions. Això era especialment útil amb els primers sistemes operatius on les ordres havien de ser escrites al no existir ratolí.
Amb l'aparició dels sistemes operatius gràfics (com el Windows, el Mac o el Linux) aquestes tecles van perdre popularitat entre els usuaris, ja que suplien accions que es podien trobar fàcilment amb el ratolí.

## Comandaments
Estan compostes per 12 tecles anomenades amb un F (de function, funció) i el nombre. La seva funció varia molt, depenent del programa cada tecla pot variar la seva finalitat. Tot i això hi ha alguns comandaments bastant estesos i comuns en molts programes. També, molts programes incorporen l'opció de personalitzar l'acció que desenvolupin les tecles de funció.

### Microsoft Windows
- F1: Activa l'ajuda del programa en qüestió.
- F3: En un navegador permet fer cerques a la pàgina.
- Alt + F4: Tanca el programa que s'està emprant.
- F5: En un navegador actualitza la pàgina.
- F6: En un navegador et dirigeix a la barra d'adreces.